# Софија (Западна Вирџинија)
Софија (енгл. Sophia) град је у америчкој савезној држави Западна Вирџинија.

## Демографија
По попису из 2010. године број становника је 1.344, што је 43 (3,3%) становника више него 2000. године.
| Група             | 2000.         | 2010.         |
| Белци             | 1.251 (96,2%) | 1.306 (97,2%) |
| Афроамериканци    | 15 (1,2%)     | 9 (0,7%)      |
| Азијати           | 7 (0,5%)      | 10 (0,7%)     |
| Хиспаноамериканци | 8 (0,6%)      | 2 (0,1%)      |
| Укупно            | 1.301         | 1.344         |